# Charles Hedding Rowland

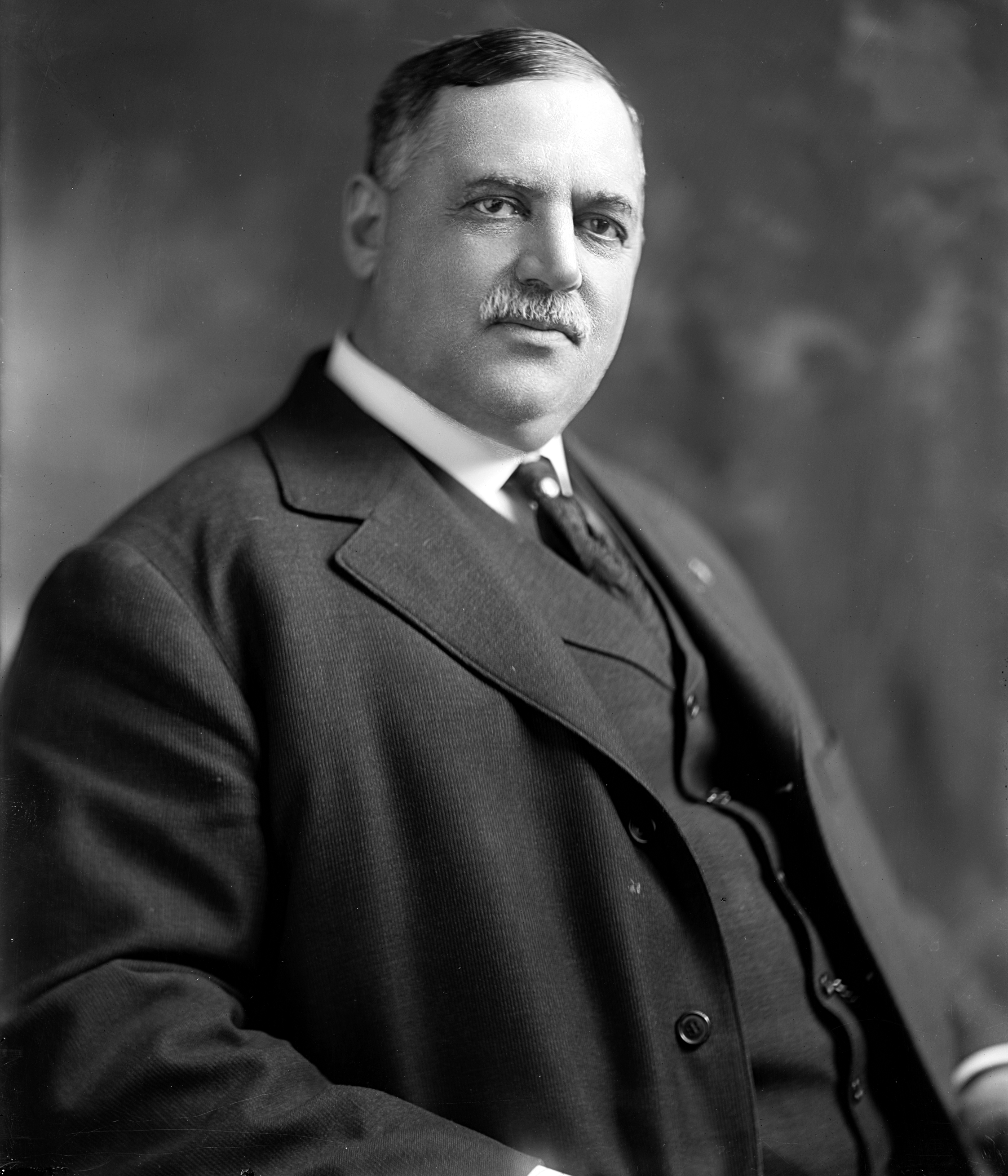
Charles Hedding Rowland

Charles Hedding Rowland (* 20. Dezember 1860 in Hancock, Maryland; † 24. November 1921 in Philipsburg, Pennsylvania) war ein US-amerikanischer Politiker. Zwischen 1915 und 1919 vertrat er den Bundesstaat Pennsylvania im US-Repräsentantenhaus.

## Werdegang
Im Jahr 1866 kam Charles Rowland in das Huntingdon County in Pennsylvania. 1874 zog er nach Houtzdale. Er besuchte die öffentlichen Schulen seiner jeweiligen Heimat; später wurde er ein erfolgreicher Geschäftsmann, vor allem im Bergbau und im Eisenbahngeschäft. Er wurde Präsident der Firma Moshannon Coal Mining Co. und der Eisenbahngesellschaft Pittsburgh and Susquehanna Railroad. Politisch wurde er Mitglied der Republikanischen Partei.
Bei den Kongresswahlen des Jahres 1914 wurde Rowland im 21. Wahlbezirk von Pennsylvania in das US-Repräsentantenhaus in Washington, D.C. gewählt, wo er am 4. März 1915 die Nachfolge von Charles Emory Patton antrat. Nach einer Wiederwahl konnte er bis zum 3. März 1919 zwei Legislaturperioden im Kongress absolvieren. In diese Zeit fiel der Erste Weltkrieg. Im Jahr 1918 verzichtete er auf eine weitere Kandidatur.
Nach dem Ende seiner Zeit im US-Repräsentantenhaus trat Charles Rowland politisch nicht mehr in Erscheinung. Er starb am 24. November 1921 in Philipsburg in Pennsylvania, wo er auch beigesetzt wurde. Erwähnenswert ist noch seine Beteiligung am Wiederaufbau des Theaters der Stadt Philipsburg. Dort war 1910 das Pierce Opera House abgebrannt. Fünf Jahre später kaufte Rowlands Familie das Areal und baute ein neues Theater auf, das 1917 unter dem Namen Rowland Theater eingeweiht wurde und bis heute besteht.